# The Blue Bird (1976)
The Blue Bird (Russisch: Синяя птица, Sinjaja ptitsa) is een Amerikaans-Russische dramafilm uit 1976 onder regie van George Cukor. Het scenario is gebaseerd op het gelijknamige toneelstuk uit 1908 van de Belgische auteur Maurice Maeterlinck.

## Verhaal
De Koningin van het Licht stuurt Mytyl en haar broertje Tyltyl op zoek naar de blauwe vogel van het geluk. Ze schenkt hun een blauwe diamant, waarmee ze de ziel van zowel levende als levenloze zaken kunnen oproepen. Onderweg maken ze onder meer kennis met een hond, een kat, water, suiker, brood, licht en vuur in menselijke gedaante.

## Rolverdeling
| Acteur           | Personage              |
| ---------------- | ---------------------- |
| Elizabeth Taylor | Koningin van het Licht |
| Jane Fonda       | Nacht                  |
| Cicely Tyson     | Tylette                |
| Ava Gardner      | Luxe                   |
| Todd Lookinland  | Tyltyl                 |
| Patsy Kensit     | Mytyl                  |
| Will Geer        | Grootvader             |
| Mona Washbourne  | Grootmoeder            |
| Robert Morley    | Vader Tijd             |
| Harry Andrews    | Eik                    |
| George Cole      | Tylo                   |
| Richard Pearson  | Brood                  |
| Steven Warner    | Kind van de toekomst   |
| Monique Potter   | Kind van de toekomst   |
| Russell Lewis    | Kind van de toekomst   |